# Bundesautobahn 88
Bundesautobahn 88 (Abkürzung: BAB 88) – Kurzform: Autobahn 88 (Abkürzung: A 88) – war der Projektname einer geplanten Autobahn, die von Langenenslingen über Riedlingen, Biberach, Ochsenhausen nach Berkheim nördlich von Memmingen als Entlastung der Bundesstraße 312 führen sollte. Die Planung wurde aufgegeben. Lediglich die erste Fahrbahn wurde zwischen Berkheim und der gleichnamigen Anschlussstelle der Bundesautobahn 7 fertiggestellt (1975: 3,3 km).

## Planungsgeschichte
Die Strecke Langenenslingen – Memmingen war weder in der Weimarer Republik im Ausbauplan zum sogenannten „Spitzennetz“ vorgesehen, noch in den Netzplänen der Nationalsozialisten als Reichsautobahnneubauvorhaben enthalten.
Auch der Ausbauplan für die Bundesfernstraßen des Gesetzes vom 27. Juli 1957 sah weder den Bau einer Bundesautobahn zwischen Langenenslingen, Biberach und dem Raum Memmingen vor, noch war die Bundesstraße 312 in das „Blaue Netz“ der neu oder auszubauenden Bundesstraßen aufgenommen.
Mit dem Bedarfsplan des Gesetzes über den Ausbau der Bundesfernstraßen in den Jahren 1971 bis 1985 vom 30. Juni 1971 änderte sich dies. Er enthielt nun den vierstreifigen Neubau der Bundesstraße 312 bzw. 312n. Folgende Teilprojekte waren vorgesehen:
- B 312n: Dreieck mit der B 32 (später: Bundesautobahn 85) bei Langenenslingen – Riedlingen (Kreuz mit der B 311n, später: Bundesautobahn 86) (vierstreifig, 1. Fahrbahn in Dringlichkeitsstufe II, 2. Fahrbahn in Dringlichkeitsstufe III)
- B 312: Riedlingen (B 311/B 311n) – Biberach an der Riß (Kreuz mit der B 30, später: Bundesautobahn 89) (vierstreifig, 1. Fahrbahn in Dringlichkeitsstufe II, 2. Fahrbahn in Dringlichkeitsstufe III)
- B 312n: Biberach an der Riß (B 30) – Berkheim (Kreuz mit der „Autobahn 24“, später: Bundesautobahn 7) (vierstreifig, 1. Fahrbahn in Dringlichkeitsstufe I, 2. Fahrbahn in Dringlichkeitsstufe III)
- B 312n: Berkheim – Heimertingen (Einmündung in alte B 19) (zweistreifig, Dringlichkeitsstufe I)[11][12]

Mit der Neustrukturierung des Netzes der Bundesautobahnen, die mit Wirkung ab 1. Januar 1975 eingeführt wurde, wurde der Streckenzug zwischen Langenenslingen und Berkheim unter der einheitlichen Bezeichnung als „Bundesautobahn 88“ zusammengefasst.
In der Netzkarte der Bundesregierung vom 1. Januar 1976 war die A 88 noch unverändert enthalten.
Auch der Bedarfsplan des Gesetzes zur Änderung des Gesetzes über den Ausbau der Bundesfernstraßen in den Jahren 1971 bis 1985 vom 5. August 1976 wies die Bundesautobahn 88 unverändert aus. Allerdings wurde die Dringlichkeit der einzelnen Teilabschnitte herabgesetzt. Es ergab sich folgendes Bild:
- Langenenslingen (A 85) – Riedlingen (A 86) – Biberach an der Riß (A 89): möglicher weiterer Bedarf
- Biberach an der Riß (A 89) – Berkheim: 1. Fahrbahn in Dringlichkeitsstufe Ib, 2. Fahrbahn als möglicher weiterer Bedarf
- Berkheim – A 7: 1. Fahrbahn fertiggestellt, 2. Fahrbahn als möglicher weiterer Bedarf

Mit dem Zweiten Gesetz zur Änderung des Gesetzes über den Ausbau der Bundesfernstraßen in den Jahren 1971 bis 1985 vom 25. August 1980 kam das Aus für die A 88. Die Planungen beschränkten sich auf den Aus- und abschnittsweisen Neubau der B 312:
- B 312: OU Riedlingen (zweistreifig, laufendes Vorhaben)
- B 312: OU Uttenweiler (zweistreifig, Dringlichkeitsstufe I)
- B 312: Verlegung südlich Attenweiler (zweistreifig, laufendes Vorhaben)
- B 312: OU Biberach an der Riß (zweistreifig, Dringlichkeitsstufe I)
- B 312: Verlegung bei Biberach-Ringschnait (zweistreifig, Dringlichkeitsstufe I)
- B 312: Verlegung zwischen östlich Ochsenhausen bis westlich Berkheim (zweistreifig, Dringlichkeitsstufe I)
- B 312: Verlängerung zwischen AS Berkheim und B 19 (zweistreifig, Dringlichkeitsstufe I)

Das Dritte Gesetz zur Änderung des Gesetzes über den Ausbau der Bundesfernstraßen vom 21. April 1986 führte zu keiner Wiederaufnahme der A 88 in den Bedarfsplan. Zudem waren hinsichtlich des Neubaus von Teilabschnitten der B 312 nunmehr nur noch vorgenommen:
- B 312: OU Uttenweiler (zweistreifig, Dringlichkeitsstufe II)
- B 312: Verlegung bei Biberach-Ringschnait (zweistreifig, Dringlichkeitsstufe II)
- B 312: Verlegung zwischen östlich Ochsenhausen bis westlich Berkheim (zweistreifig, Dringlichkeitsstufe II)

Im Bedarfsplan des Vierten Gesetzes zur Änderung des Fernstraßenausbaugesetzes vom 15. November 1993 war die A 88 weiterhin nicht enthalten. Der Aus- und Neubau der Bundesstraße 312 hatte folgende Projekte zum Gegenstand:
- B 312: OU Uttenweiler (zweistreifig, Dringlichkeitsstufe I)
- B 312: Verlegung bei Ringschnait (zweistreifig, Dringlichkeitsstufe II)
- B 312: OU Ochsenhausen (zweistreifig, Dringlichkeitsstufe II)
- B 312: OU Edenbachen (zweistreifig, Dringlichkeitsstufe II)
- B 312: Verlängerung zwischen AS Berkheim und B 19 (zweistreifig, Dringlichkeitsstufe I)

Der Bedarfsplan des Fünften Gesetzes zur Änderung des Fernstraßenausbaugesetzes vom 4. Oktober 2004 brachte im Hinblick auf die A 88 keine Neuaufnahme. Weiterhin war der Aus- und Neubau der Bundesstraße 312 vorgenommen:
- B 312: OU Uttenweiler (zweistreifig, vorrangiger Bedarf)
- B 312: OU Biberach an der Riß (zweistreifig, weiterer Bedarf mit festgestellt hohem ökologischem Risiko)
- B 312: Verlegung bei Biberach-Ringschnait (zweistreifig, vorrangiger Bedarf mit festgestellt hohem ökologischem Risiko)
- B 312: OU Ochsenhausen (zweistreifig, vorrangiger Bedarf mit festgestellt hohem ökologischem Risiko)
- B 312: OU Edenbachen (zweistreifig, vorrangiger Bedarf mit festgestellt hohem ökologischem Risiko)
- B 312: Verlängerung zwischen AS Berkheim und B 19 (zweistreifig, laufendes Vorhaben)